# Makedonska književnost
Makedonska književnost je nastopila kot prva književnost najbolj južnega slovanskega naroda, ki je dolgo ohranjal mnoge praslovanske jezikovne oblike, kasneje pa je ta jezik prevzemal mnoge jezikovne značilnosti in oblike ostalih balkanskih jezikovnih skupin, grške, romanske, arbanaške. Prva pismenost v makedonskem jeziku se je pojavila že v devetem stoletju v takratni Klimentovi Ohridski šoli. Prvi zapisi so bili napisani v glagolici, kasneje pa se pojavijo prvi zapisi v cirilici. Od 14. stoletja dalje se je v makedonski književnosti pojavila srbska recenzija staroslovanskega jezika. Tedanji teksti vseno zabeležijo elemente makedonskega ljudskega jezika, zapiske so ustvarili že pisci v 14. stoletju, sledijo Joakim Krčovski- (1750 - 1820), od leta 1814 do 1819 je izdal pet del v madžarskem mestu Budim, napisana so tako da jih lahko razumejo vsi Makedonci in Kiril Pejčinović Tetoec- (1771 - 1845), pisal je v originalnem jeziku. Napisal je znana dela- Ogledalo-(Knjiga sija zovomaja), Uteha grešnim- (Kniga glagolemaja Utešenie grešnim), Življenje kneza Lazarja- (Žitije Kneza Lazarja), katero je ostalo v rokopisu. Bilo je dovolj zapisov v ljudskem jeziku, vendar pa je misel o enotnem književnem jeziku dozorela zelo pozno, šele okoli leta 1860, vzporedno s prizadevanji Slovanov, ki so živeli pod turško oblastjo da se branijo pred carigrajsko patriarhijo in vsiljevanjem grškega jezika v liturgiji in pri pouku v šolah. Vendar so Makedonci pri svojih prizadevanjih zagovarjali dve nasprotni stališči. Ena skupina piscev je zagovarjala skupen književni jezik z Bolgari, druga skupina piscev pa je zagovarjala idejo samostojnega makedonskega naroda in posebnega književnega jezika, njen glavni zagovornik je bil Krste Petkov Misirkov-(1874 - 1926), zgodovinar, politik, književni zgodovinar, prevajalec, s svojim delom Za makedonckite raboti-(izšlo leta 1903). V svojem delu je dal pregled in dotedanjo jezikovno izkušnjo makedonske pismenosti, predložil je da se za osnovo splošnega makedonskega jezika izbere srednjemakedonski govor. Rojen je bil v vasi Postol v Egejski Makedoniji, kjer je kot otrok in mladinec doživljal vse metode grške, bolgarske in velikosrbske asimilacije, zato je predvideval in poskušal z vsemi sredstvi preprečiti razdelitev Makedonije med sosednje države. Politično je bil pripadnik VMRO in je podpiral akcije te organizacije za politično avtonomijo Makedonije po revolucionarni poti. Misirkov ideje o samostojnem makedonskem knjižnem jeziku ni dočakal, dočakali pa so jo pesniki in pisatelji, ki so preživeli drugo svetovno vojno in NOB. V zbirki pesmi Slavka Janevskega- (Krvavi niz) je bil prvič uporabljen makedonski književni jezik, uzakonjen pa je bil na zasedanju ANSOM-a Antifaašističko sobranie na narodnoto osloboduvanje na Makedonija 2. kolovoza leta 1944. Makedonska abeceda in pravopis sta bila sprejeta leto kasneje 1945. Eden od utemeljiteljev tega jezika je bil filolog Blaže Koneski- (1921 - 1993), avtor več zbirk pesmi, ki je kasneje napisal referat o osnovnih karakteristikah sodobnega makedonskega knjižnega jezika z naslovom- O razvitku makedonskog književnog jezika, katerega je prebral na Kongresu zveze jugoslovanskih slavistov v Beogradu leta 1957. Makedonski književni jezik je utemeljen na centralno makedonskih govorih veleškem, prilepskem in bitolskem.